# Rolles sats

För funktionen f gäller att f(a)=f(b). Därmed finns en punkt c, a<c<b, sådan att f(c)=0.

Rolles sats är en matematisk sats, som bevisades av Michel Rolle 1691; den används främst i beviset av den mer generella medelvärdessatsen.

## Formulering
Låt {\displaystyle g} vara en reellvärd funktion som besitter följande tre egenskaper: 
1. Den är definierad och kontinuerlig på ett slutet och begränsat intervall [a,b].
2. Den är deriverbar över det öppna intervallet (a,b).
3. Den antar samma värde i intervallets ändpunkter: g(a) = g(b).

Då antar funktionens derivata värdet noll någonstans i det öppna intervallet (a,b); det vill säga att intervallet innehåller ett tal, c, sådant att g’(c) = 0.

### Bevis
För funktionen g kan bara ett av följande två fall gälla:
1. På det slutna intervallet [a,b] är funktionen konstant: {\displaystyle \forall \,x\in [a,b],\quad g(x)=g(a).}
2. På det slutna intervallet [a,b] är funktionen inte konstant: {\displaystyle \exists \,x\in [a,b],\quad g(x)\neq g(a).}

En konstant funktion har en derivata som är lika med noll överallt i det inre av sitt definitionsområde.
Om det första fallet gäller så vet vi därför att derivatan till funktionen g är noll på hela intervallet (a,b):
{\displaystyle \forall \,x\in (a,b),\quad g^{\prime }(x)=0.}
Man kan därför välja c som vilket som helst tal mellan a och b; till exempel kan man ta {\displaystyle c=(a+b)/2}.
Om det andra fallet gäller så skall vi visa att det öppna intervallet (a,b) innehåller minst en punkt där derivatan till funktionen g är noll:
{\displaystyle \exists \,x\in (a,b),\quad g^{\prime }(x)=0.}
Satsen om största och minsta värde säger att 
en kontinuerlig funktion över ett slutet och begränsat intervall antar både sitt största och sitt minsta värde över intervallet.
Vi vet att funktionen g är kontinuerlig över det slutna intervallet [a,b]. Därför antar den sitt största värde (M) för ett tal i detta intervall och sitt minsta värde (m) för ett tal i detta intervall; kalla dessa tal för xM och xm respektive. 
Talen xM och xm kan inte båda vara ändpunkter till intervallet [a,b], eftersom förutsättningen att g(a) = g(b) då innebär att funktionen g är konstant, vilket vi utgår från att den inte är. Vi vet därför att något av talen xM och xm ligger i det öppna intervallet (a,b).
På det öppna intervallet (a,b) är funktionen g deriverbar och vi vet att den antar sitt största eller sitt minsta värde i detta intervall. Fermats kriterium säger att funktionens derivata i en sådan inre extrempunkt måste vara noll:
{\displaystyle g^{\prime }(x_{M})=0} eller {\displaystyle g^{\prime }(x_{m})=0.}
Vi har härmed lyckats visa att det öppna intervallet (a,b) innehåller ett tal där derivatan till funktionen g antar värdet noll:
{\displaystyle \exists \,x\in (a,b),\quad g^{\prime }(x)=0.}
(Ta talet {\displaystyle x=x_{m}} eller {\displaystyle x=x_{M}}.)

## Konsekvenser
Rolles sats är normalt det viktigaste delresultat som används för att bevisa differentialkalkylens medelvärdessats.
- Wikimedia Commons har media som rör Rolles sats.